# منتخب إسبانيا لكرة اليد الشاطئية للسيدات
منتخب إسبانيا لكرة اليد الشاطئية للسيدات (بالإسبانية: Selección femenina de balonmano playa de España)‏ هو ممثل إسبانيا الرسمي في المنافسات الدولية في كرة اليد للسيدات
.